# Yu-kid
yu-kid（ユーキッド）は、日本の女子キックボクサー。J-NETWORKのレグルス池袋所属で、同系列ジムのファイヤー高田馬場ジムでインストラクターを務めている。

## 来歴
アマチュアでの試合経験が豊富で、J-NETWORK主催の第1回アマチュア全国大会において優勝経験がある。
平成21年 (2009年) 5月31日、J-NETWORK主催の女子興行「J-GIRLS Catch The stone〜3」にて、対PIRIKA戦でプロデビューするも、判定負け。
平成22年 (2010年) 10月29日、「武道 掣圏」第零回大会に出場。宮内彩香（Little Tiger）と模範試合を行なった。
平成22年 (2010年)12月12日、J-GIRLSで443（よしみ）と対戦し、2-0の判定勝ち。6戦目でプロ初勝利を挙げた。

## 戦績
| キックボクシング 戦績 | キックボクシング 戦績 | キックボクシング 戦績 | キックボクシング 戦績 | キックボクシング 戦績 | キックボクシング 戦績 | キックボクシング 戦績 |
| --------------------- | --------------------- | --------------------- | --------------------- | --------------------- | --------------------- | --------------------- |
| 6 試合                | (T)KO                 | 判定                  | その他                | 引き分け              | 無効試合              |                       |
| 1 勝                  | 0                     | 1                     | 0                     | 0                     | 0                     |                       |
| 5 敗                  | 0                     | 5                     | 0                     | 0                     | 0                     |                       |

| 勝敗 | 対戦相手 | 試合結果          | 大会名                                                                                          | 開催年月日     |
| ○    | 443      | 2分3R終了 判定2-0 | J-NETWORK「J-GIRLS 女祭り 2010 〜戦う女は美しい〜」                                             | 2010年12月12日 |
| ×    | 山田真子 | 3R終了 判定0-3    | J-NETWORK「J-GIRLS Catch The stone〜8」 【J-GIRLSアトム級次期王座挑戦者決定トーナメント 1回戦】 | 2010年5月30日  |
| ×    | PIRIKA   | 2分3R終了 判定0-3 | J-NETWORK「J-GIRLS Catch The stone〜6」                                                         | 2010年3月28日  |
| ×    | 奥村ユカ | 2分3R終了 判定1-2 | J-NETWORK「J-GIRLS Catch The stone〜5」                                                         | 2010年1月31日  |
| ×    | 田邊彩   | 2分3R終了 判定1-2 | J-NETWORK「J-GIRLS Catch The stone〜4」 【J-GIRLSアトム級次期王座決定トーナメント 1回戦】       | 2009年9月27日  |
| ×    | PIRIKA   | 2分3R終了 判定0-2 | J-NETWORK「J-GIRLS Catch The stone〜3」                                                         | 2009年5月31日  |